# Закон Гудгарта
Закон (принцип) Гудгарта полягає в тому, що коли економічний показник стає метою для проведення економічної політики, попередні емпіричні закономірності, які використовували цей показник, перестають діяти.

## Історія
Чарльз Гудгарт, головний радник з грошово-кредитної політики Банку Англії і професор Лондонської школи економіки і політичних наук (емерит з 2002 року), постулював у 1975 році, що

будь-яка спостережувана статистична закономірність схильна до руйнування, щойно на неї виявляється тиск з метою управління [економікою].
Оригінальний текст (англ.)
[any observed statistical regularity will tend to collapse once pressure is placed upon it for control purposes] Помилка: [undefined] Помилка: {{Lang}}: немає тексту (допомога): не вказано код мови (допомога)

Це правило не було основним предметом статті Гудгарта, а було викладено у вигляді напівжартівливого відступу, що прямо називав цей принцип «Законом Гудгарта», і широку увагу правило притягнуло лише після передруку статті у збірках в 1981 і 1984 роках.
Гудгарт заснував свої висновки на спостереженнях за грошовою політикою і економікою Великої Британії, але вже в 1985 році П. Еванс підтвердив його результати на прикладі економіки США.

## Обґрунтування
У основі закону лежить теорія раціональних очікувань.

## Зв'язок з критикою Лукаса і іншими теоріями
К. Кристал і П. Мізен відмічають, що критика Лукаса і закон Гудгарта дуже близькі, і Лукасу належить першість: хоча публікація Гудгарта(1975) передує публікації Лукаса (1976), але критика Лукаса доповідалась на конференції в 1973 році і була широко відома до публікації. Критика Лукаса зазвичай застосовується при обговоренні макроекономічних показників, а закон Гудгарта — при обговоренні грошової політики.
Кристал і Мізен також знаходять зв'язок з фізичним принципом невизначеності (вимірювання параметрів системи впливають на цю систему) і «проблемою інваріантності» T. Гаавельмо (співвідношення між економічними величинами можуть змінитися при зміні зовнішніх умов — так інженер, що експериментально оцінив поведінку автомобіля на рівній прямій дорозі, виявить, що його формули не описують руху по бездоріжжю, оскільки величини (інваріанти), що раніше не мінялися, починають мінятися).